# Analitična tehnika
Za analitično tehniko drame je značilno, da drama ne prikazuje predzgodbe dramskega dejanja, da torej ne posega v preteklost, v pretekla dejanja, ampak prikazuje samo tiste dele zgodbe, ki jim neposredno sledi konflikt in za njim katastrofa. Dogodki iz preteklosti, ki so dramski konflikt pripravljali, se razkrivajo v dialogih in monologih.
. Primer takšne drame sta Sofoklej: "Kralj Ojdip" ter Moliere: "Tartuffe". Poznamo še sintetično dramo, sintetičnoanalitično...